# 趙翼
趙翼（1727年—1814年），字雲崧，號甌北，江蘇常州府陽湖縣（今江苏省常州市武进区）人。清朝文學家、史學家。

## 生平

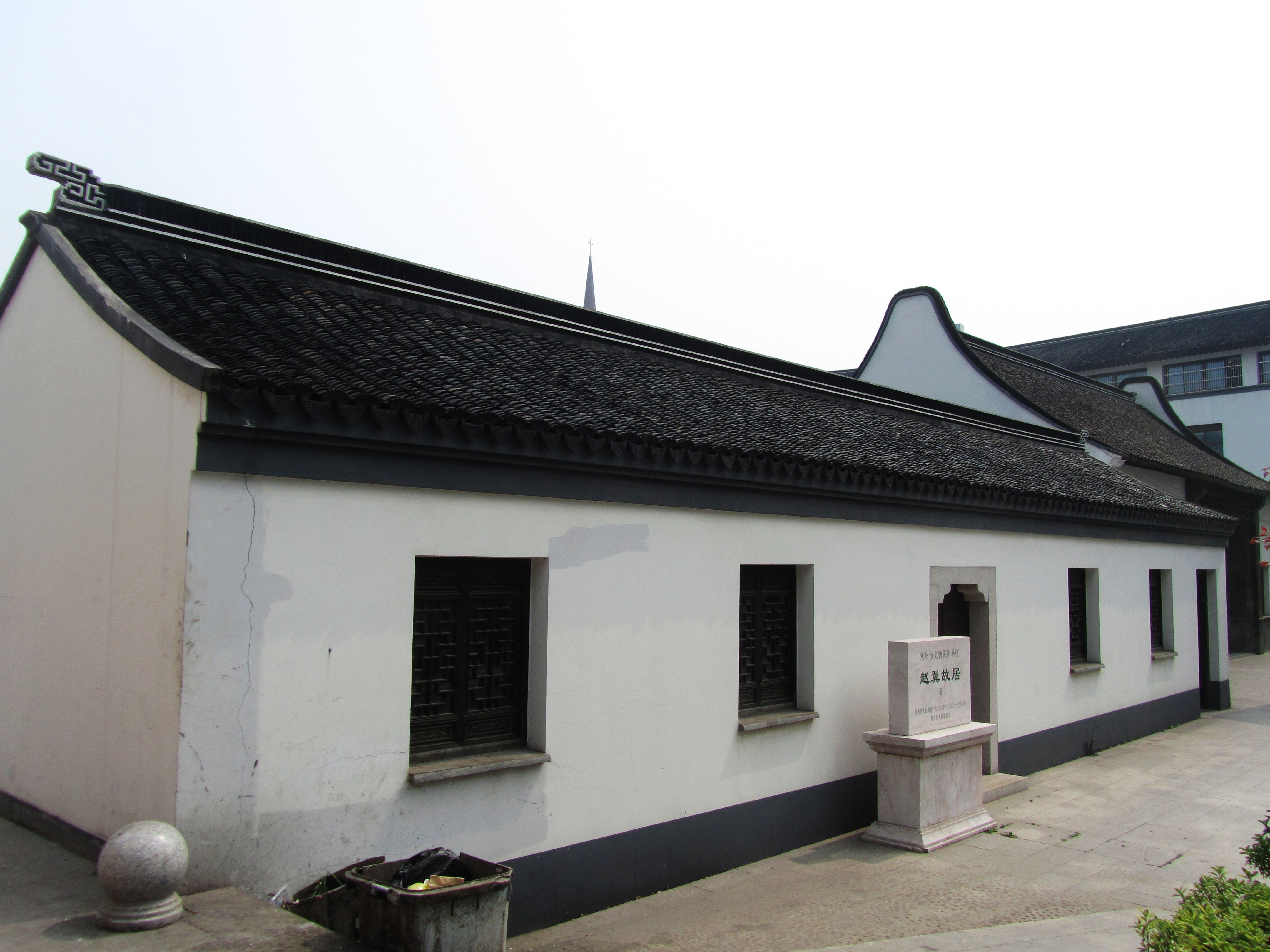
常州前北岸8号赵翼故居

早年家贫，二十一岁结婚，妻二十七岁，婚后常住娘家。
乾隆二十一年（1756年）夏，选为军机处行走，两次跟随乾隆出塞，参与机要，颇受军机大臣傅恒的器重。
乾隆二十六年（1761年）一甲狀元後來被降至第三名进士（探花）。授翰林院編修。历任广西镇安府知府、廣東廣州府知府、贵州贵西兵备道。
乾隆三十六年（1772年）以母病辞官归里，主讲安定书院，潜心讀書。
乾隆五十二年（1787年）臺灣發生林爽文之亂，閩浙總督李侍堯邀請趙翼入幕府商研；當時臺灣總兵柴大紀欲從嘉義突圍內渡。趙翼恐棄守城池易引發連鎖反應，力勸閩督封還此旨；不久，乾隆帝命欽差大臣福康安率兵援臺，遂能與守臺官兵裏應外合。
乾隆五十七年，再度主持扬州安定书院讲席。
嘉慶十九年（1814年）卒，年八十八。

## 著作
长于文學、史学，其詩名聞於全國，與袁枚、蒋士铨並稱“江右三大家”，存詩近五千首，以五言古詩最有特色，亦為“毘陵七子”之一。其《論詩》膾炙人口，節錄一首如下：
|  | 李杜詩篇萬口傳，至今已覺不新鮮。 江山代有才人出，各領風騷數百年。 |

趙翼於有生之年，史學著作因與時風不同而未受重視，死後多年，卻暴得大名，梁啟超以為趙翼“用歸納法比較研究，以觀盛衰治亂之原”。《二十二史劄記》與王鳴盛《十七史商榷》、錢大昕撰《廿二史考異》并称。
著作有《二十二史劄記》、《陔餘叢考》、《甌北集》五十卷，續三卷、《瓯北诗钞》二十卷、《瓯北诗话》二卷、《皇朝武功紀盛》四卷、《簷曝雜記》六卷，續一卷。

## 遺跡
- 趙翼故居至今尚存，現為常州市文物保护单位。
- 赵翼墓，位于无锡马山，为无锡市文物保护单位。